# St. James's Chronicle

Le St. James's Chronicle est un journal britannique qui est paru sous ce titre de mars 1761 jusqu'en 1866. 
C'était un journal du soir qui paraissait trois fois par mois. Ce titre a ensuite été fusionné avec d'autres journaux anglais. Le journal proposait des nouvelles quotidiennes et plusieurs annonces. 